# NHL All-Star Team
Das NHL All-Star Team wird seit der Saison 1930/31 gewählt.
Vertreter der Professional Hockey Writers’ Association wählen nach jeder Saison ein Team, das NHL First All-Star Team, mit den besten Spielern der NHL-Saison. Dazu gehören ein Torhüter, zwei Verteidiger, ein Center, sowie ein rechter und ein linker Flügelspieler. Zu allen Positionen werden die entsprechenden Stimmen ausgezählt, wobei die jeweils Zweitplatzierten (bzw. Dritt- und Viertplatzierten auf der Verteidigerposition) das Second All-Star Team bilden. Dadurch kann es dazu kommen, dass Spieler, die auf mehreren Positionen eingesetzt werden, auch in beiden All-Star-Teams vertreten sind. Bis 1946 wurde der beste Trainer der Liga zum All-Star Team hinzugewählt. Diese Auszeichnung sollte nicht verwechselt werden mit dem NHL All-Star Game, das während der Saison gespielt wird und deren Teams durch die Fans gewählt werden.

## First All-Star Team
| Saison  | Torhüter                         | Verteidiger                      | Verteidiger                      | Linker Flügel                    | Center                           | Rechter Flügel                   |
| ------- | -------------------------------- | -------------------------------- | -------------------------------- | -------------------------------- | -------------------------------- | -------------------------------- |
| 2024/25 | Connor Hellebuyck                | Cale Makar                       | Zach Werenski                    | Kyle Connor                      | Nathan MacKinnon                 | Nikita Kutscherow                |
| 2023/24 | Connor Hellebuyck                | Quinn Hughes                     | Roman Josi                       | Artemi Panarin                   | Nathan MacKinnon                 | Nikita Kutscherow                |
| 2022/23 | Linus Ullmark                    | Adam Fox                         | Erik Karlsson                    | Jason Robertson                  | Connor McDavid                   | David Pastrňák                   |
| 2021/22 | Igor Schestjorkin                | Roman Josi                       | Cale Makar                       | Johnny Gaudreau                  | Auston Matthews                  | Mitchell Marner                  |
| 2020/21 | Andrei Wassilewski               | Adam Fox                         | Cale Makar                       | Brad Marchand                    | Connor McDavid                   | Mitchell Marner                  |
| 2019/20 | Connor Hellebuyck                | John Carlson                     | Roman Josi                       | Artemi Panarin                   | Leon Draisaitl                   | David Pastrňák                   |
| 2018/19 | Andrei Wassilewski               | Brent Burns                      | Mark Giordano                    | Alexander Owetschkin             | Connor McDavid                   | Nikita Kutscherow                |
| 2017/18 | Pekka Rinne                      | Drew Doughty                     | Victor Hedman                    | Taylor Hall                      | Connor McDavid                   | Nikita Kutscherow                |
| 2016/17 | Sergei Bobrowski                 | Brent Burns                      | Erik Karlsson                    | Brad Marchand                    | Connor McDavid                   | Patrick Kane                     |
| 2015/16 | Braden Holtby                    | Drew Doughty                     | Erik Karlsson                    | Jamie Benn                       | Sidney Crosby                    | Patrick Kane                     |
| 2014/15 | Carey Price                      | Erik Karlsson                    | P. K. Subban                     | Alexander Owetschkin             | John Tavares                     | Jakub Voráček                    |
| 2013/14 | Tuukka Rask                      | Duncan Keith                     | Zdeno Chára                      | Jamie Benn                       | Sidney Crosby                    | Corey Perry                      |
| 2012/13 | Sergei Bobrowski                 | P. K. Subban                     | Ryan Suter                       | Chris Kunitz                     | Sidney Crosby                    | Alexander Owetschkin             |
| 2011/12 | Henrik Lundqvist                 | Erik Karlsson                    | Shea Weber                       | Ilja Kowaltschuk                 | Jewgeni Malkin                   | James Neal                       |
| 2010/11 | Tim Thomas                       | Nicklas Lidström                 | Shea Weber                       | Daniel Sedin                     | Henrik Sedin                     | Corey Perry                      |
| 2009/10 | Ryan Miller                      | Mike Green                       | Duncan Keith                     | Alexander Owetschkin             | Henrik Sedin                     | Patrick Kane                     |
| 2008/09 | Tim Thomas                       | Zdeno Chára                      | Mike Green                       | Alexander Owetschkin             | Jewgeni Malkin                   | Jarome Iginla                    |
| 2007/08 | Jewgeni Nabokow                  | Nicklas Lidström                 | Dion Phaneuf                     | Alexander Owetschkin             | Jewgeni Malkin                   | Jarome Iginla                    |
| 2006/07 | Martin Brodeur                   | Nicklas Lidström                 | Scott Niedermayer                | Alexander Owetschkin             | Sidney Crosby                    | Dany Heatley                     |
| 2005/06 | Miikka Kiprusoff                 | Nicklas Lidström                 | Scott Niedermayer                | Alexander Owetschkin             | Joe Thornton                     | Jaromír Jágr                     |
| 2004/05 | keine Auszeichnung wegen Lockout | keine Auszeichnung wegen Lockout | keine Auszeichnung wegen Lockout | keine Auszeichnung wegen Lockout | keine Auszeichnung wegen Lockout | keine Auszeichnung wegen Lockout |
| 2003/04 | Martin Brodeur                   | Scott Niedermayer                | Zdeno Chára                      | Markus Näslund                   | Joe Sakic                        | Martin St. Louis                 |
| 2002/03 | Martin Brodeur                   | Nicklas Lidström                 | Al MacInnis                      | Markus Näslund                   | Peter Forsberg                   | Todd Bertuzzi                    |
| 2001/02 | Patrick Roy                      | Nicklas Lidström                 | Chris Chelios                    | Markus Näslund                   | Joe Sakic                        | Jarome Iginla                    |
| 2000/01 | Dominik Hašek                    | Nicklas Lidström                 | Ray Bourque                      | Patrik Eliáš                     | Joe Sakic                        | Jaromír Jágr                     |
| 1999/00 | Olaf Kölzig                      | Chris Pronger                    | Nicklas Lidström                 | Brendan Shanahan                 | Steve Yzerman                    | Jaromír Jágr                     |
| 1998/99 | Dominik Hašek                    | Al MacInnis                      | Nicklas Lidström                 | Paul Kariya                      | Peter Forsberg                   | Jaromír Jágr                     |
| 1997/98 | Dominik Hašek                    | Nicklas Lidström                 | Rob Blake                        | John LeClair                     | Peter Forsberg                   | Jaromír Jágr                     |
| 1996/97 | Dominik Hašek                    | Brian Leetch                     | Sandis Ozoliņš                   | Paul Kariya                      | Mario Lemieux                    | Teemu Selänne                    |
| 1995/96 | Jim Carey                        | Chris Chelios                    | Ray Bourque                      | Paul Kariya                      | Mario Lemieux                    | Jaromír Jágr                     |
| 1994/95 | Dominik Hašek                    | Paul Coffey                      | Chris Chelios                    | John LeClair                     | Eric Lindros                     | Jaromír Jágr                     |
| 1993/94 | Dominik Hašek                    | Ray Bourque                      | Scott Stevens                    | Brendan Shanahan                 | Sergei Fjodorow                  | Pawel Bure                       |
| 1992/93 | Ed Belfour                       | Chris Chelios                    | Ray Bourque                      | Luc Robitaille                   | Mario Lemieux                    | Teemu Selänne                    |
| 1991/92 | Patrick Roy                      | Brian Leetch                     | Ray Bourque                      | Kevin Stevens                    | Mark Messier                     | Brett Hull                       |
| 1990/91 | Ed Belfour                       | Ray Bourque                      | Al MacInnis                      | Luc Robitaille                   | Wayne Gretzky                    | Brett Hull                       |
| 1989/90 | Patrick Roy                      | Ray Bourque                      | Al MacInnis                      | Luc Robitaille                   | Mark Messier                     | Brett Hull                       |
| 1988/89 | Patrick Roy                      | Chris Chelios                    | Paul Coffey                      | Luc Robitaille                   | Mario Lemieux                    | Joe Mullen                       |
| 1987/88 | Grant Fuhr                       | Ray Bourque                      | Scott Stevens                    | Luc Robitaille                   | Mario Lemieux                    | Håkan Loob                       |
| 1986/87 | Ron Hextall                      | Mark Howe                        | Ray Bourque                      | Michel Goulet                    | Wayne Gretzky                    | Jari Kurri                       |
| 1985/86 | John Vanbiesbrouck               | Paul Coffey                      | Mark Howe                        | Michel Goulet                    | Wayne Gretzky                    | Mike Bossy                       |
| 1984/85 | Pelle Lindbergh                  | Paul Coffey                      | Ray Bourque                      | John Ogrodnick                   | Wayne Gretzky                    | Jari Kurri                       |
| 1983/84 | Tom Barrasso                     | Rod Langway                      | Ray Bourque                      | Michel Goulet                    | Wayne Gretzky                    | Mike Bossy                       |
| 1982/83 | Pete Peeters                     | Mark Howe                        | Rod Langway                      | Mark Messier                     | Wayne Gretzky                    | Mike Bossy                       |
| 1981/82 | Billy Smith                      | Doug Wilson                      | Ray Bourque                      | Mark Messier                     | Wayne Gretzky                    | Mike Bossy                       |
| 1980/81 | Mike Liut                        | Denis Potvin                     | Randy Carlyle                    | Charlie Simmer                   | Wayne Gretzky                    | Mike Bossy                       |
| 1979/80 | Tony Esposito                    | Larry Robinson                   | Ray Bourque                      | Charlie Simmer                   | Marcel Dionne                    | Guy Lafleur                      |
| 1978/79 | Ken Dryden                       | Denis Potvin                     | Larry Robinson                   | Clark Gillies                    | Bryan Trottier                   | Guy Lafleur                      |
| 1977/78 | Ken Dryden                       | Denis Potvin                     | Brad Park                        | Clark Gillies                    | Bryan Trottier                   | Guy Lafleur                      |
| 1976/77 | Ken Dryden                       | Larry Robinson                   | Börje Salming                    | Steve Shutt                      | Marcel Dionne                    | Guy Lafleur                      |
| 1975/76 | Ken Dryden                       | Denis Potvin                     | Brad Park                        | Bill Barber                      | Bobby Clarke                     | Guy Lafleur                      |
| 1974/75 | Bernie Parent                    | Bobby Orr                        | Denis Potvin                     | Rick Martin                      | Bobby Clarke                     | Guy Lafleur                      |
| 1973/74 | Bernie Parent                    | Bobby Orr                        | Brad Park                        | Rick Martin                      | Phil Esposito                    | Ken Hodge                        |
| 1972/73 | Ken Dryden                       | Bobby Orr                        | Guy Lapointe                     | Frank Mahovlich                  | Phil Esposito                    | Mickey Redmond                   |
| 1971/72 | Tony Esposito                    | Bobby Orr                        | Brad Park                        | Bobby Hull                       | Phil Esposito                    | Rod Gilbert                      |
| 1970/71 | Eddie Giacomin                   | Bobby Orr                        | J. C. Tremblay                   | Johnny Bucyk                     | Phil Esposito                    | Ken Hodge                        |
| 1969/70 | Tony Esposito                    | Bobby Orr                        | Brad Park                        | Bobby Hull                       | Phil Esposito                    | Gordie Howe                      |
| 1968/69 | Glenn Hall                       | Bobby Orr                        | Tim Horton                       | Bobby Hull                       | Phil Esposito                    | Gordie Howe                      |
| 1967/68 | Gump Worsley                     | Bobby Orr                        | Tim Horton                       | Bobby Hull                       | Stan Mikita                      | Gordie Howe                      |
| 1966/67 | Eddie Giacomin                   | Pierre Pilote                    | Harry Howell                     | Bobby Hull                       | Stan Mikita                      | Kenny Wharram                    |
| 1965/66 | Glenn Hall                       | Jacques Laperrière               | Pierre Pilote                    | Bobby Hull                       | Stan Mikita                      | Gordie Howe                      |
| 1964/65 | Roger Crozier                    | Pierre Pilote                    | Jacques Laperrière               | Bobby Hull                       | Norm Ullman                      | Claude Provost                   |
| 1963/64 | Glenn Hall                       | Pierre Pilote                    | Tim Horton                       | Bobby Hull                       | Stan Mikita                      | Kenny Wharram                    |
| 1962/63 | Glenn Hall                       | Pierre Pilote                    | Carl Brewer                      | Frank Mahovlich                  | Stan Mikita                      | Gordie Howe                      |
| 1961/62 | Jacques Plante                   | Doug Harvey                      | Jean-Guy Talbot                  | Bobby Hull                       | Stan Mikita                      | Andy Bathgate                    |
| 1960/61 | Johnny Bower                     | Doug Harvey                      | Marcel Pronovost                 | Frank Mahovlich                  | Jean Béliveau                    | Bernie Geoffrion                 |
| 1959/60 | Glenn Hall                       | Doug Harvey                      | Marcel Pronovost                 | Bobby Hull                       | Jean Béliveau                    | Gordie Howe                      |
| 1958/59 | Jacques Plante                   | Tom Johnson                      | Bill Gadsby                      | Dickie Moore                     | Jean Béliveau                    | Andy Bathgate                    |
| 1957/58 | Glenn Hall                       | Doug Harvey                      | Bill Gadsby                      | Dickie Moore                     | Henri Richard                    | Gordie Howe                      |
| 1956/57 | Glenn Hall                       | Doug Harvey                      | Red Kelly                        | Ted Lindsay                      | Jean Béliveau                    | Gordie Howe                      |
| 1955/56 | Jacques Plante                   | Doug Harvey                      | Bill Gadsby                      | Ted Lindsay                      | Jean Béliveau                    | Maurice Richard                  |
| 1954/55 | Harry Lumley                     | Doug Harvey                      | Red Kelly                        | Sid Smith                        | Jean Béliveau                    | Maurice Richard                  |
| 1953/54 | Harry Lumley                     | Red Kelly                        | Doug Harvey                      | Ted Lindsay                      | Ken Mosdell                      | Gordie Howe                      |
| 1952/53 | Terry Sawchuk                    | Red Kelly                        | Doug Harvey                      | Ted Lindsay                      | Fleming Mackell                  | Gordie Howe                      |
| 1951/52 | Terry Sawchuk                    | Red Kelly                        | Doug Harvey                      | Ted Lindsay                      | Elmer Lach                       | Gordie Howe                      |
| 1950/51 | Terry Sawchuk                    | Red Kelly                        | Bill Quackenbush                 | Ted Lindsay                      | Milt Schmidt                     | Gordie Howe                      |
| 1949/50 | Bill Durnan                      | Gus Mortson                      | Ken Reardon                      | Ted Lindsay                      | Sid Abel                         | Maurice Richard                  |
| 1948/49 | Bill Durnan                      | Bill Quackenbush                 | Jack Stewart                     | Roy Conacher                     | Sid Abel                         | Maurice Richard                  |
| 1947/48 | Turk Broda                       | Bill Quackenbush                 | Jack Stewart                     | Ted Lindsay                      | Elmer Lach                       | Maurice Richard                  |
| 1946/47 | Bill Durnan                      | Ken Reardon                      | Émile Bouchard                   | Doug Bentley                     | Milt Schmidt                     | Maurice Richard                  |
| 1945/46 | Bill Durnan                      | Jack Crawford                    | Émile Bouchard                   | Gaye Stewart                     | Max Bentley                      | Maurice Richard                  |
| 1944/45 | Bill Durnan                      | Émile Bouchard                   | Flash Hollett                    | Toe Blake                        | Elmer Lach                       | Maurice Richard                  |
| 1943/44 | Bill Durnan                      | Earl Seibert                     | Babe Pratt                       | Doug Bentley                     | Bill Cowley                      | Lorne Carr                       |
| 1942/43 | Johnny Mowers                    | Earl Seibert                     | Jack Stewart                     | Doug Bentley                     | Bill Cowley                      | Lorne Carr                       |
| 1941/42 | Frank Brimsek                    | Earl Seibert                     | Tommy Anderson                   | Lynn Patrick                     | Syl Apps                         | Bryan Hextall                    |
| 1940/41 | Turk Broda                       | Dit Clapper                      | Wally Stanowski                  | Sweeney Schriner                 | Bill Cowley                      | Bryan Hextall                    |
| 1939/40 | Dave Kerr                        | Dit Clapper                      | Ebbie Goodfellow                 | Toe Blake                        | Milt Schmidt                     | Bryan Hextall                    |
| 1938/39 | Frank Brimsek                    | Eddie Shore                      | Dit Clapper                      | Toe Blake                        | Syl Apps                         | Gordie Drillon                   |
| 1937/38 | Tiny Thompson                    | Eddie Shore                      | Babe Siebert                     | Paul Thompson                    | Bill Cowley                      | Cecil Dillon 1 Gordie Drillon    |
| 1936/37 | Normie Smith                     | Babe Siebert                     | Ebbie Goodfellow                 | Busher Jackson                   | Marty Barry                      | Larry Aurie                      |
| 1935/36 | Tiny Thompson                    | Eddie Shore                      | Babe Siebert                     | Sweeney Schriner                 | Hooley Smith                     | Charlie Conacher                 |
| 1934/35 | Lorne Chabot                     | Eddie Shore                      | Earl Seibert                     | Busher Jackson                   | Frank Boucher                    | Charlie Conacher                 |
| 1933/34 | Charlie Gardiner                 | King Clancy                      | Lionel Conacher                  | Busher Jackson                   | Frank Boucher                    | Charlie Conacher                 |
| 1932/33 | John Ross Roach                  | Eddie Shore                      | Ching Johnson                    | Baldy Northcott                  | Frank Boucher                    | Bill Cook                        |
| 1931/32 | Charlie Gardiner                 | Eddie Shore                      | Ching Johnson                    | Busher Jackson                   | Howie Morenz                     | Bill Cook                        |
| 1930/31 | Charlie Gardiner                 | Eddie Shore                      | King Clancy                      | Aurèle Joliat                    | Howie Morenz                     | Bill Cook                        |

## Second All-Star Team
| Saison  | Torhüter                         | Verteidiger                      | Verteidiger                      | Linker Flügel                    | Center                           | Rechter Flügel                   |
| ------- | -------------------------------- | -------------------------------- | -------------------------------- | -------------------------------- | -------------------------------- | -------------------------------- |
| 2024/25 | Andrei Wassilewski               | Victor Hedman                    | Quinn Hughes                     | Brandon Hagel                    | Leon Draisaitl                   | David Pastrňák                   |
| 2023/24 | Thatcher Demko                   | Adam Fox                         | Cale Makar                       | Filip Forsberg                   | Connor McDavid                   | David Pastrňák                   |
| 2022/23 | Ilja Sorokin                     | Hampus Lindholm                  | Cale Makar                       | Artemi Panarin                   | Leon Draisaitl                   | Matthew Tkachuk                  |
| 2021/22 | Jacob Markström                  | Victor Hedman                    | Charlie McAvoy                   | Jonathan Huberdeau               | Connor McDavid                   | Matthew Tkachuk                  |
| 2020/21 | Marc-André Fleury                | Dougie Hamilton                  | Victor Hedman                    | Jonathan Huberdeau               | Auston Matthews                  | Mikko Rantanen                   |
| 2019/20 | Tuukka Rask                      | Victor Hedman                    | Alex Pietrangelo                 | Brad Marchand                    | Nathan MacKinnon                 | Nikita Kutscherow                |
| 2018/19 | Ben Bishop                       | John Carlson                     | Victor Hedman                    | Brad Marchand                    | Sidney Crosby                    | Patrick Kane                     |
| 2017/18 | Connor Hellebuyck                | Seth Jones                       | P. K. Subban                     | Claude Giroux                    | Nathan MacKinnon                 | Blake Wheeler                    |
| 2016/17 | Braden Holtby                    | Victor Hedman                    | Duncan Keith                     | Artemi Panarin                   | Sidney Crosby                    | Nikita Kutscherow                |
| 2015/16 | Ben Bishop                       | Brent Burns                      | Kris Letang                      | Alexander Owetschkin             | Joe Thornton                     | Wladimir Tarassenko              |
| 2014/15 | Devan Dubnyk                     | Drew Doughty                     | Shea Weber                       | Jamie Benn                       | Sidney Crosby                    | Wladimir Tarassenko              |
| 2013/14 | Semjon Warlamow                  | Shea Weber                       | Alex Pietrangelo                 | Alexander Owetschkin             | Ryan Getzlaf                     | Joe Pavelski                     |
| 2012/13 | Henrik Lundqvist                 | François Beauchemin              | Kris Letang                      | Alexander Owetschkin             | Jonathan Toews                   | Martin St. Louis                 |
| 2011/12 | Jonathan Quick                   | Zdeno Chára                      | Alex Pietrangelo                 | Ray Whitney                      | Steven Stamkos                   | Marián Gáborík                   |
| 2010/11 | Pekka Rinne                      | Zdeno Chára                      | Ľubomír Višňovský                | Alexander Owetschkin             | Steven Stamkos                   | Martin St. Louis                 |
| 2009/10 | Ilja Brysgalow                   | Drew Doughty                     | Nicklas Lidström                 | Daniel Sedin                     | Sidney Crosby                    | Martin St. Louis                 |
| 2008/09 | Steve Mason                      | Nicklas Lidström                 | Dan Boyle                        | Zach Parise                      | Pawel Dazjuk                     | Marián Hossa                     |
| 2007/08 | Martin Brodeur                   | Zdeno Chára                      | Brian Campbell                   | Henrik Zetterberg                | Joe Thornton                     | Alexei Kowaljow                  |
| 2006/07 | Roberto Luongo                   | Chris Pronger                    | Dan Boyle                        | Thomas Vanek                     | Vincent Lecavalier               | Martin St. Louis                 |
| 2005/06 | Martin Brodeur                   | Zdeno Chára                      | Sergei Subow                     | Dany Heatley                     | Eric Staal                       | Daniel Alfredsson                |
| 2004/05 | keine Auszeichnung wegen Lockout | keine Auszeichnung wegen Lockout | keine Auszeichnung wegen Lockout | keine Auszeichnung wegen Lockout | keine Auszeichnung wegen Lockout | keine Auszeichnung wegen Lockout |
| 2003/04 | Roberto Luongo                   | Chris Pronger                    | Bryan McCabe                     | Ilja Kowaltschuk                 | Mats Sundin                      | Jarome Iginla                    |
| 2002/03 | Marty Turco                      | Sergei Gontschar                 | Derian Hatcher                   | Paul Kariya                      | Joe Thornton                     | Milan Hejduk                     |
| 2001/02 | José Théodore                    | Rob Blake                        | Sergei Gontschar                 | Brendan Shanahan                 | Mats Sundin                      | Bill Guerin                      |
| 2000/01 | Roman Čechmánek                  | Rob Blake                        | Scott Stevens                    | Luc Robitaille                   | Mario Lemieux                    | Pawel Bure                       |
| 1999/00 | Roman Turek                      | Rob Blake                        | Éric Desjardins                  | Paul Kariya                      | Mike Modano                      | Pawel Bure                       |
| 1998/99 | Byron Dafoe                      | Ray Bourque                      | Éric Desjardins                  | John LeClair                     | Alexei Jaschin                   | Teemu Selänne                    |
| 1997/98 | Martin Brodeur                   | Chris Pronger                    | Scott Niedermayer                | Keith Tkachuk                    | Wayne Gretzky                    | Teemu Selänne                    |
| 1996/97 | Martin Brodeur                   | Chris Chelios                    | Scott Stevens                    | John LeClair                     | Wayne Gretzky                    | Jaromír Jágr                     |
| 1995/96 | Chris Osgood                     | Wladimir Konstantinow            | Brian Leetch                     | John LeClair                     | Eric Lindros                     | Alexander Mogilny                |
| 1994/95 | Ed Belfour                       | Ray Bourque                      | Larry Murphy                     | Keith Tkachuk                    | Alexei Schamnow                  | Theoren Fleury                   |
| 1993/94 | John Vanbiesbrouck               | Al MacInnis                      | Brian Leetch                     | Adam Graves                      | Wayne Gretzky                    | Cam Neely                        |
| 1992/93 | Tom Barrasso                     | Larry Murphy                     | Al Iafrate                       | Kevin Stevens                    | Pat LaFontaine                   | Alexander Mogilny                |
| 1991/92 | Kirk McLean                      | Phil Housley                     | Scott Stevens                    | Luc Robitaille                   | Mario Lemieux                    | Mark Recchi                      |
| 1990/91 | Patrick Roy                      | Chris Chelios                    | Brian Leetch                     | Kevin Stevens                    | Adam Oates                       | Cam Neely                        |
| 1989/90 | Daren Puppa                      | Paul Coffey                      | Doug Wilson                      | Brian Bellows                    | Wayne Gretzky                    | Cam Neely                        |
| 1988/89 | Mike Vernon                      | Al MacInnis                      | Ray Bourque                      | Gerard Gallant                   | Wayne Gretzky                    | Jari Kurri                       |
| 1987/88 | Patrick Roy                      | Gary Suter                       | Michel Goulet                    | Luc Robitaille                   | Wayne Gretzky                    | Cam Neely                        |
| 1986/87 | Mike Liut                        | Larry Murphy                     | Al MacInnis                      | Luc Robitaille                   | Mario Lemieux                    | Tim Kerr                         |
| 1985/86 | Bob Froese                       | Larry Robinson                   | Ray Bourque                      | Mats Näslund                     | Mario Lemieux                    | Jari Kurri                       |
| 1984/85 | Tom Barrasso                     | Rod Langway                      | Doug Wilson                      | John Tonelli                     | Dale Hawerchuk                   | Mike Bossy                       |
| 1983/84 | Pat Riggin                       | Paul Coffey                      | Denis Potvin                     | Mark Messier                     | Bryan Trottier                   | Jari Kurri                       |
| 1982/83 | Roland Melanson                  | Ray Bourque                      | Paul Coffey                      | Michel Goulet                    | Denis Savard                     | Lanny McDonald                   |
| 1981/82 | Grant Fuhr                       | Paul Coffey                      | Brian Engblom                    | John Tonelli                     | Bryan Trottier                   | Rick Middleton                   |
| 1980/81 | Mario Lessard                    | Larry Robinson                   | Ray Bourque                      | Bill Barber                      | Marcel Dionne                    | Dave Taylor                      |
| 1979/80 | Don Edwards                      | Borje Salming                    | Jim Schoenfeld                   | Steve Shutt                      | Wayne Gretzky                    | Danny Gare                       |
| 1978/79 | Glenn Resch                      | Borje Salming                    | Serge Savard                     | Bill Barber                      | Marcel Dionne                    | Mike Bossy                       |
| 1977/78 | Don Edwards                      | Larry Robinson                   | Borje Salming                    | Steve Shutt                      | Darryl Sittler                   | Mike Bossy                       |
| 1976/77 | Rogatien Vachon                  | Denis Potvin                     | Guy Lapointe                     | Rick Martin                      | Gilbert Perreault                | Lanny McDonald                   |
| 1975/76 | Glenn Resch                      | Borje Salming                    | Guy Lapointe                     | Rick Martin                      | Gilbert Perreault                | Reggie Leach                     |
| 1974/75 | Rogatien Vachon                  | Guy Lapointe                     | Borje Salming                    | Steve Vickers                    | Phil Esposito                    | René Robert                      |
| 1973/74 | Tony Esposito                    | Bill White                       | Barry Ashbee                     | Wayne Cashman                    | Bobby Clarke                     | Mickey Redmond                   |
| 1972/73 | Tony Esposito                    | Brad Park                        | Bill White                       | Dennis Hull                      | Bobby Clarke                     | Yvan Cournoyer                   |
| 1971/72 | Ken Dryden                       | Bill White                       | Pat Stapleton                    | Vic Hadfield                     | Jean Ratelle                     | Yvan Cournoyer                   |
| 1970/71 | Jacques Plante                   | Brad Park                        | Pat Stapleton                    | Bobby Hull                       | Dave Keon                        | Yvan Cournoyer                   |
| 1969/70 | Eddie Giacomin                   | Carl Brewer                      | Jacques Laperrière               | Frank Mahovlich                  | Stan Mikita                      | John McKenzie                    |
| 1968/69 | Eddie Giacomin                   | Ted Green                        | Ted Harris                       | Frank Mahovlich                  | Jean Béliveau                    | Yvan Cournoyer                   |
| 1967/68 | Eddie Giacomin                   | J. C. Tremblay                   | Jim Neilson                      | Johnny Bucyk                     | Phil Esposito                    | Rod Gilbert                      |
| 1966/67 | Glenn Hall                       | Tim Horton                       | Bobby Orr                        | Don Marshall                     | Norm Ullman                      | Gordie Howe                      |
| 1965/66 | Gump Worsley                     | Allan Stanley                    | Pat Stapleton                    | Frank Mahovlich                  | Jean Béliveau                    | Bobby Rousseau                   |
| 1964/65 | Charlie Hodge                    | Bill Gadsby                      | Carl Brewer                      | Frank Mahovlich                  | Stan Mikita                      | Gordie Howe                      |
| 1963/64 | Charlie Hodge                    | Elmer Vasko                      | Jacques Laperrière               | Jean Béliveau                    | Stan Mikita                      | Gordie Howe                      |
| 1962/63 | Terry Sawchuk                    | Tim Horton                       | Elmer Vasko                      | Bobby Hull                       | Henri Richard                    | Andy Bathgate                    |
| 1961/62 | Glenn Hall                       | Carl Brewer                      | Pierre Pilote                    | Frank Mahovlich                  | Dave Keon                        | Gordie Howe                      |
| 1960/61 | Glenn Hall                       | Allan Stanley                    | Pierre Pilote                    | Dickie Moore                     | Henri Richard                    | Gordie Howe                      |
| 1959/60 | Jacques Plante                   | Allan Stanley                    | Pierre Pilote                    | Dean Prentice                    | Bronco Horvath                   | Bernie Geoffrion                 |
| 1958/59 | Terry Sawchuk                    | Marcel Pronovost                 | Doug Harvey                      | Alex Delvecchio                  | Henri Richard                    | Gordie Howe                      |
| 1957/58 | Jacques Plante                   | Fernie Flaman                    | Marcel Pronovost                 | Camille Henry                    | Jean Béliveau                    | Andy Bathgate                    |
| 1956/57 | Jacques Plante                   | Fernie Flaman                    | Bill Gadsby                      | Réal Chevrefils                  | Ed Litzenberger                  | Maurice Richard                  |
| 1955/56 | Glenn Hall                       | Red Kelly                        | Tom Johnson                      | Bert Olmstead                    | Tod Sloan                        | Gordie Howe                      |
| 1954/55 | Terry Sawchuk                    | Bob Goldham                      | Fernie Flaman                    | Danny Lewicki                    | Ken Mosdell                      | Bernie Geoffrion                 |
| 1953/54 | Terry Sawchuk                    | Bill Gadsby                      | Tim Horton                       | Ed Sandford                      | Theodore Kennedy                 | Maurice Richard                  |
| 1952/53 | Gerry McNeil                     | Bill Quackenbush                 | Bill Gadsby                      | Bert Olmstead                    | Alex Delvecchio                  | Maurice Richard                  |
| 1951/52 | Jim Henry                        | Hy Buller                        | Jimmy Thomson                    | Sid Smith                        | Milt Schmidt                     | Maurice Richard                  |
| 1950/51 | Chuck Rayner                     | Jimmy Thomson                    | Leo Reise                        | Sid Smith                        | Theodore Kennedy Sid Abel        | Maurice Richard                  |
| 1949/50 | Chuck Rayner                     | Leo Reise                        | Red Kelly                        | Tony Leswick                     | Theodore Kennedy                 | Gordie Howe                      |
| 1948/49 | Chuck Rayner                     | Glen Harmon                      | Ken Reardon                      | Ted Lindsay                      | Doug Bentley                     | Gordie Howe                      |
| 1947/48 | Frank Brimsek                    | Neil Colville                    | Ken Reardon                      | Gaye Stewart                     | Buddy O’Connor                   | Bud Poile                        |
| 1946/47 | Frank Brimsek                    | Bill Quackenbush                 | Jack Stewart                     | Woody Dumart                     | Max Bentley                      | Bobby Bauer                      |
| 1945/46 | Frank Brimsek                    | Ken Reardon                      | Jack Stewart                     | Toe Blake                        | Elmer Lach                       | Bill Mosienko                    |
| 1944/45 | Mike Karakas                     | Glen Harmon                      | Babe Pratt                       | Syd Howe                         | Bill Cowley                      | Bill Mosienko                    |
| 1943/44 | Paul Bibeault                    | Émile Bouchard                   | Dit Clapper                      | Herb Cain                        | Elmer Lach                       | Maurice Richard                  |
| 1942/43 | Frank Brimsek                    | Jack Crawford                    | Flash Hollett                    | Lynn Patrick                     | Syl Apps                         | Bryan Hextall                    |
| 1941/42 | Turk Broda                       | Pat Egan                         | Wilfred McDonald                 | Sid Abel                         | Phil Watson                      | Gordie Drillon                   |
| 1940/41 | Frank Brimsek                    | Ehrhardt Heller                  | Earl Seibert                     | Woody Dumart                     | Syl Apps                         | Bobby Bauer                      |
| 1939/40 | Frank Brimsek                    | Art Coulter                      | Earl Seibert                     | Woody Dumart                     | Neil Colville                    | Bobby Bauer                      |
| 1938/39 | Earl Robertson                   | Art Coulter                      | Earl Seibert                     | Johnny Gottselig                 | Neil Colville                    | Bobby Bauer                      |
| 1937/38 | Dave Kerr                        | Art Coulter                      | Earl Seibert                     | Toe Blake                        | Syl Apps                         | – 1                              |
| 1936/37 | Wilf Cude                        | Lionel Conacher                  | Earl Seibert                     | Sweeney Schriner                 | Art Chapman                      | Cecil Dillon                     |
| 1935/36 | Wilf Cude                        | Ebbie Goodfellow                 | Earl Seibert                     | Paul Thompson                    | Bill Thoms                       | Cecil Dillon                     |
| 1934/35 | Tiny Thompson                    | Art Coulter                      | Marvin Wentworth                 | Aurèle Joliat                    | Cooney Weiland                   | Dit Clapper                      |
| 1933/34 | Roy Worters                      | Ching Johnson                    | Eddie Shore                      | Aurèle Joliat                    | Joe Primeau                      | Bill Cook                        |
| 1932/33 | Charlie Gardiner                 | King Clancy                      | Lionel Conacher                  | Busher Jackson                   | Howie Morenz                     | Charlie Conacher                 |
| 1931/32 | Roy Worters                      | King Clancy                      | Sylvio Mantha                    | Aurèle Joliat                    | Hooley Smith                     | Charlie Conacher                 |
| 1930/31 | Tiny Thompson                    | Ching Johnson                    | Sylvio Mantha                    | Bun Cook                         | Frank Boucher                    | Dit Clapper                      |

## All-Star Trainer 1931 bis 1946
Die Position des Traines war in den ersten Jahren bei der Wahl zum All-Star Team enthalten. Nach 1946 wurde der Trainer nicht mehr mitgewählt.
| Saison  | First All-Star Trainer            | Second All-Star Trainer              |
| ------- | --------------------------------- | ------------------------------------ |
| 1945/46 | Dick Irvin, Montréal Canadiens    | Johnny Gottselig, Chicago Blackhawks |
| 1944/45 | Dick Irvin, Montréal Canadiens    | Jack Adams, Detroit Red Wings        |
| 1943/44 | Dick Irvin, Montréal Canadiens    | Hap Day, Toronto Maple Leafs         |
| 1942/43 | Jack Adams, Detroit Red Wings     | Art Ross, Boston Bruins              |
| 1941/42 | Frank Boucher, New York Rangers   | Paul Thompson, Chicago Blackhawks    |
| 1940/41 | Cooney Weiland, Boston Bruins     | Dick Irvin, Montréal Canadiens       |
| 1939/40 | Paul Thompson, Chicago Blackhawks | Frank Boucher, New York Rangers      |
| 1938/39 | Art Ross, Boston Bruins           | Red Dutton, New York Americans       |
| 1937/38 | Lester Patrick, New York Rangers  | Art Ross, Boston Bruins              |
| 1936/37 | Jack Adams, Detroit Red Wings     | Cecil Hart, Montréal Canadiens       |
| 1935/36 | Lester Patrick, New York Rangers  | Tommy Gorman, Montreal Maroons       |
| 1934/35 | Lester Patrick, New York Rangers  | Dick Irvin, Toronto Maple Leafs      |
| 1933/34 | Lester Patrick, New York Rangers  | Dick Irvin, Toronto Maple Leafs      |
| 1932/33 | Lester Patrick, New York Rangers  | Dick Irvin, Toronto Maple Leafs      |
| 1931/32 | Lester Patrick, New York Rangers  | Dick Irvin, Toronto Maple Leafs      |
| 1930/31 | Lester Patrick, New York Rangers  | Dick Irvin, Chicago Blackhawks       |